# Carrer de Rompeculs (Riudaura)
El carrer de Rompeculs és un carrer de Riudaura (Garrotxa) protegit com a bé cultural d'interès local.

## Descripció
El carrer de Rompeculs és un dels més típics del poble de Riudaura per la gran pendent que assoleix per tal de desembocar a la plaça del Gambeto. La majoria de construccions que el formen foren remodelades en el decurs del segle xviii i axí consta en la majoria de llindes de les portes principals. Els habitatges disposen de baixos, pis i golfes, destacant àmplies balconades de fusta i façanes de pedra menuda. Aquest carrer a poc a poc va essent objecte de restauració, repicant façanes, fent noves obertures i tornant a ocupar aquestes antigues construccions, deshabitades des de feia temps.

## Història
Riudaura és un petit nucli urbà que va néixer a l'ombra del monestir de Santa Maria. L'estructura d'alguns dels seus carrers és plenament medieval, però la majoria dels seus edificis corresponen al segle xviii, moment en què es bastiren i remodelaren part dels habitatges que estructuren la plaça del Gambeto; durant la centúria següent es reformaren i aixecaren de nova planta algunes de les construccions situades en els carrers que desemboquen a l'esmentada plaça.
Per festa major s'organitza la cursa del rompeculs, una pujada cronometrada organitzada per Verregassos de Riudaura.